# Лавров, Михаил Григорьевич
Михаи́л Григо́рьевич Лавро́в (11 сентября 1927, Чебачье, Уральская область — 9 февраля 1997, Русская Гвоздёвка, Воронежская область) — советский легкоатлет, специалист по спортивной ходьбе. Выступал за сборную СССР по лёгкой атлетике в 1954—1963 годах, победитель Всемирных фестивалей молодёжи и студентов, шестикратный чемпион СССР, бывший рекордсмен мира в ходьбе на 50 км, участник летних Олимпийских игр в Мельбурне. Мастер спорта СССР (1955).
Заслуженный тренер РСФСР по лёгкой атлетике (1968). Участник Великой Отечественной войны.

## Биография
Михаил Григорьевич Лавров родился 11 сентября 1927 года в деревне Чебачьей Чебачинского сельсовета Частоозерского района Ишимского округа Уральской области, ныне деревня входит в Частоозерский муниципальный округ Курганской области.
В 1937—1942 годах находился в Ленинграде, во время блокады был эвакуирован в Садовский район Воронежской области. Ушел добровольцем на фронт. Участвовал в Великой Отечественной войне, участвовал в освобождении Румынии. В 1947 году был комиссован из армии после того, как получил по голове прикладом.
С 1948 года постоянно проживал в Воронеже, работал строителем, слесарем на Авиазаводе № 64. 
Окончил Воронежский государственный педагогический институт.
Заниматься лёгкой атлетикой начал в 1947 году, на протяжении всей карьеры тренировался самостоятельно без тренера. Состоял в добровольном спортивном обществе «Труд» (Воронеж).
В 1954—1963 годах — член сборной команды СССР.
Впервые заявил о себе на международному уровне в сезоне 1955 года, когда вошёл в состав советской сборной и выступил на V Всемирном фестивале молодёжи и студентов в Варшаве, где выиграл серебряную медаль в ходьбе на 20 км и одержал победу в ходьбе на 50 км. Позднее на чемпионате СССР в Тбилиси в тех же дисциплинах получил серебро и бронзу соответственно. Вместе с Анатолием Ивановичем Егоровым, установившим здесь мировой рекорд, и Анатолием Степановичем Ведяковым стал первым в истории ходоком, сумевшим преодолеть 50-километровую дистанцию быстрее 4 часов 10 минут.
В 1956 году на чемпионате страны в рамках Первой летней Спартакиады народов СССР в Москве с всесоюзным рекордом 1:27.58,2 победил в дисциплине 20 км, тогда как на дистанции 50 км финишировал третьим. Благодаря череде удачных выступлений удостоился права защищать честь страны на летних Олимпийских играх в Мельбурне — являлся одним из главных претендентов на победу в гонке на 50 км, но единственный раз в карьере был дисквалифицирован — решающее предупреждение ему выдал советский судья Анатолий Леонидович Фруктов. Как сообщается, ранее Фруктов безуспешно предлагал Лаврову стать своим учеником, и этот его поступок мог быть вызван своеобразным сведением счётов.
В 1957 году в дисциплине 50 км завоевал золотые медали на VI Всемирном фестивале молодёжи и студентов в Москве и на чемпионате СССР в Москве.
В 1959 году был лучшим в ходьбе на 20 км на чемпионате страны в рамках II летней Спартакиады народов СССР в Москве.
На чемпионате СССР 1960 года в Москве вновь превзошёл всех соперников в дисциплине 50 км.
В сентябре 1961 года на соревнованиях в Казани установил мировой рекорд в ходьбе на 50 км — 4:00:50, который продержался более четырёх лет. На последовавшем всесоюзном чемпионате в Тбилиси одержал победу в обеих дисциплинах, став таким образом шестикратным чемпионом СССР по спортивной ходьбе.
Завершил спортивную карьеру по окончании сезона 1963 года.
За выдающиеся спортивные достижения удостоен звания «Почётный мастер спорта СССР».
Впоследствии проявил себя на тренерском поприще, в 1964—1982 годах работал тренером в воронежской Школе высшего спортивного мастерства. Подготовил победителя Кубка Европы, бронзового призёра чемпионата Европы, многократного чемпиона СССР Николая Свиридова. Также среди его воспитанников В. Лосев и др. Заслуженный тренер РСФСР (1968).
Председатель Федерации лёгкой атлетики Воронежской области (1967—1968).
Последние годы жил в Рамонском доме–интернате для престарелых и инвалидов.
Михаил Григорьевич Лавров умер 9 февраля 1997 года в доме–интернате для престарелых и инвалидов в селе Русская Гвоздёвка Русско-Гвоздёвского сельсовета Рамонского района Воронежской области, ныне село — административный центр Русскогвоздёвского сельского поселения того же района и области. Похоронен на кладбище села Русская Гвоздёвка Рамонского района Воронежской области.

## Известные ученики
Под его началом мастерами спорта в беге на длинные дистанции стали Геннадий Солдатов, Виктор Лосев, Борис Маслаков, Александр Курзанов, Павел Сергеев, ходоки Иван Рудаков, Алексей Тарабрин. Лучший его ученик, Николай Иванович Свиридов, стал участником олимпийских игр в Мехико и Мюнхене.

## Награды и звания
- Почётный мастер спорта СССР
- Заслуженный тренер РСФСР, 1968 год

## Память
- В 1994—1998 годах в Воронеже проводится традиционный марафон «Память», имени мастера спорта СССР М. Г. Лаврова[11].
- 22 сентября 2012 года провели 30-километровый пробег в честь 85-летия со дня рождения выдающегося спортсмена и тренера Михаила Григорьевича Лаврова.

## Семья
Михаил Лавров был дважды женат, оба раза овдовел. Попала под машину и погибла двенадцатилетняя дочь.